# Aeropuerto Internacional Ministro Pistarini
Aeropuerto Internacional Ministro Pistarini (IATA: EZE, ICAO: SAEZ), beter bekend als Luchthaven Ezeiza vanwege zijn ligging in de gemeente Ezeiza in Groot-Buenos Aires, is een internationale luchthaven op 22 km ten zuidwesten van Buenos Aires, de hoofdstad van Argentinië. De luchthaven is 's lands drukste internationale luchthaven in termen van afgehandelde passagiers (85% van het internationale verkeer) en is een hub voor internationale vluchten van Aerolíneas Argentinas en LAN Argentina. De luchthaven wordt sinds 1998 uitgebaat door Aeropuertos Argentina 2000 S.A..
De luchthaven werd in 2007 verkozen tot "beste luchthaven in de regio" bij een verkiezing van Skytrax. Hij zakte naar de derde plaats in 2010, na Santiago en Lima.
KLM vliegt sinds oktober 2011, na een afwezigheid van 10 jaar, weer rechtstreeks vanuit Amsterdam op Buenos Aires.
 Vanuit Brussel zijn er geen rechtstreekse vluchten.

## Geschiedenis
De luchthaven werd vernoemd naar de generaal en politicus Juan Pistarini (1882–1956), die als minister van openbare werken op 22 december 1945 de eerste steen plaatste. De luchthaven is ontworpen en gebouwd door Argentijnse technici, en werd tussen 1945 en 1949 gebouwd. De bouw van de luchthaven was een van de grote projecten in het vijfjarenplan in de eerste ambtstermijn van Juan Perón. Bij zijn opening was de luchthaven de op twee na grootste luchthaven ter wereld.
Een diagram uit 1949 toont drie elkaar kruisende landingsbanen met een onderlinge hoekverhouding van 60 graden: baan 10/28, baan 4/22 en baan 16/34. In 1997 werd baan 05/23 gesloten, sindsdien is deze in gebruik als parkeerplek voor grote vliegtuigen (zoals de Airbus A340 of Boeing 747).
Het Bloedbad van Ezeiza vond plaats in de omgeving van de luchthaven in 1973.

## Bereikbaarheid
De luchthaven bevindt zich op ongeveer 22 km van het centrum van Buenos Aires. Over de weg is de luchthaven toegankelijk via de Riccheri-snelweg. Er is geen directe spoorverbinding tussen de luchthaven en de stad; alhoewel zich een station bevindt in de naburige plaats Ezeiza, met een busverbinding naar de luchthaven, is deze route ongebruikelijk voor passagiers. Reizen tussen de luchthaven en Buenos Aires kan met de taxi, limousine (Argentijns Spaans: remise) of een van de shuttlebussen die een non-stop dienst tussen de luchthaven en verschillende punten in Buenos Aires bieden. Bussen van het openbaar vervoer rijden naar verschillende bestemmingen in de stad en zijn goedkoop, maar worden (vanwege het omslachtige reizen met bagage en de lange reistijd) niet door de luchthaven aangeraden. De luchthaven raadt het af om de diensten van private vervoerders te gebruiken die aankomende passagiers op de luchthaven benaderen.

## Ongelukken en incidenten
Er zijn bij het Aviation Safety Network 30 ongelukken en incidenten geregistreerd met vliegtuigen van of naar de luchthaven van Buenos Aires. Hieronder staan alleen de fatale ongelukken:
- Op 23 oktober 1996 crashte een Boeing 707-320C van de Argentijnse luchtmacht vlak voor de landingsbaan. Het brak daarbij in stukken en vloog in brand. De twee piloten van het vrachttoestel kwamen om.
- Op 26 oktober 2003 kreeg een vrachtvlucht van CATA Línea Aérea technische problemen vlak na het opstijgen. De bemanning probeerde een buiklanding te maken op een nabijgelegen golfbaan. Het vliegtuig gleed ongeveer 200 meter over de grond voor het tegen een boom kwam en in brand vloog; hierbij kwamen alle vijf inzittenden om.